# Guillaume Cizeron
Guillaume Cizeron (* 12. listopadu 1994) je bývalý francouzský krasobruslař. Spolu s partnerkou Gabriellou Papadakisovou se stal dvojnásobným mistrem světa (2015 a 2016), dvojnásobným mistrem Evropy (2015 a 2016), bronzovým medailistou ve finále krasobruslařského Grand Prix 2014 a dvojnásobným francouzským národním šampionem (2015 a 2016). V sérii Grand Prix získali rovněž dvě zlaté medaile. Dříve ve své kariéře obdrželi stříbrnou medaili na Grand Prix juniorů 2012 a místrovství světa juniorů 2013.

## Osobní život
Guillaume Cizeron se narodil 12. listopadu 1994 v Montbrison ve Francii. Jeho otec Marc je předsedou bruslařského klubu Auvergne Clermont Danse sur Glace.
Cizeron studoval výtvarné umění v Lyonu, než se přestěhoval do Kanady. Z Francie se přestěhoval do Montréalu ve státě Québec 14. července 2014.
V roce 2020 zveřejnil, že gay.

## Kariéra

### Raná léta a juniorská kariéra
Někdy v 9 či 10 letech se Cizeron v Clermont-Ferrand dal dohromady s Papadakisovou, a to na návrh její matky, Catherine Papadakisové, která je od počátku jejich partnerství trénovala. Soutěžně debutovali v sérii Grand Prix juniorů ISU v sezóně 2009/10, přičemž se umístili na 15. místě v juniorské Grand Prix Spojených států amerických. Také skončili 22. v mistrovství světa juniorů 2010.
V sezóně 2010/11 skončil pár Papadakisová-Cizeron na 4. místě v juniorské Grand Prix Francie a poté ve své druhé soutěži - v Rakousku - získal bronz. Na mistrovství světa juniorů 2011 postoupili na 12. příčku.
V sezóně 2011/12 zakončili Cizeron s Papadakisovou obě své účasti v juniorské Grand Prix na 4. místě. V mistrovství světa juniorů 2012 se dostali na 5. příčku.
V polovině června 2012 se Papadakisová a Cizeron rozhodli přestěhovat do Lyonu, aby zde trénovali s novými trenéry Muriel Zazouiovou, Romainem Haguenauerem a Olivierem Schoenfelderem. Ve své čtvrté sezóně soutěžili v juniorské Grand Prix, přičemž vyhráli svůj první titul v Grand Prix juniorů ve Francii a pak brali další zlatou medaili na Grand Prix juniorů v Rakousku, kde obdrželi svůj osobní rekord v hodnotě 142,08 bodu. Díky svým vítězstvím se kvalifikovali do finále Grand Prix juniorů 2012/13 v ruském Soči. Tam obsadili stříbrnou pozici za ruskou taneční dvojicí Alexandra Stěpanovová - Ivan Bukin. Také na juniorském mistrovství světa 2013 v Miláně se francouzský pár umístil v krátkém tanci druhý. V den, kdy měly následovat volné tance, si Papadakisová při rozcvičce před ranním tréninkem vymkla kotník, v samotném průběhu soutěže pak po čase 2:52 vystoupení přerušila, bylo jí dovolena zdravotní přestávka, po níž s Cizeronem tanec dokončila. Ve výsledku se umístili ve volném tanci třetí a celkově druzí, přičemž na stupně vítězů vystoupili po boku zlatých medailistů Stepanovové-Bukina a bronzových Aldridgové-Eatona.

### Sezóna 2013/14
Cizeron s Papadakisovou se pro sezónu 2013/14 rozhodli posunout na vyšší úroveň. Mezinárodně debutovali v seniorském Mezinárodním poháru v Nice, kde vyhráli zlaté medaile. Pár pak soutěžil ve dvou seniorských soutěžích Grand Prix, když se umístil pátý v Trophée Eric Bompard 2013 a sedmý v Rostelecom Cup 2013. Na mistrovství Evropy 2014 byli nejprve určeni jako náhradníci, načež se dostali do hry, když Nathalie Péchalatová a Fabian Bourzat odstoupili. Na akci, která se konala v lednu v Budapešti, skončili patnáctí a na mistrovství světa 2014, které následovalo v březnu téhož roku v japonském městě Saitama, třináctí.

### Sezóna 2014/15
V červenci 2014 se Papadakisová s Cizeronem přestěhovali i s Haguenauerem do Montrealu v kanadském státě Quebec. K Haguenauerovi se tam jako trenéři dvojice přidali pár Marie-France Dubreuilová a Patrice Lauzon a také Pascal Denis. Jejich volný tanec byl inspirován baletem Le Parc. Duo zahájilo svou sezónu vítězstvím na Skate Canada Autumn Classic 2014 jakožto součásti série ISU Challenger, kde porazili dvojici Piper Gillesová a Paul Poirier. V listopadu toho roku poprvé stanuli na stupni vítězů Grand Prix, když vyhráli zlato v Čínském poháru 2014 před Maiou Shibutaniovou s Alexem Shibutanim a mistry světa 2014 Annou Cappelliniovou s Lucou Lanottem. Znovu porazili Gillesovou s Poirierem a získali svůj druhý titul GP na Trophée Éric Bompard 2014 a kvalifikovali se tak do svého prvního finále Grand Prix. Na posledně zmíněném závodě, který se konal v prosinci 2014 v Barceloně, se umístili v krátkých tancích pátí, ve volných tancích třetí a celkově obsadili třetí místo za Kaitlyn Weaverovou s Andrewem Pojem a Madison Čokovou s Evanem Batesem.
V lednu 2015 se Cizeron s Papadakisovou umístili na prvním místě v obou segmentech mistrovství Evropy 2015 ve Stockholmu a obdrželi zlaté medaile s náskokem 8,45 bodu před mistry světa Annou Cappelliniovou a Lucou Lanottem. V březnu soutěžili na mistrovství světa v čínské Šanghaji. Obsadili čtvrté místo v krátkých tancích a první ve volných tancích, a skončili tak celkově první před Madison Čokovou a Evanem Batesem, které překonali o 2,94 bodu. Stali se tak prvním francouzským bruslařským párem od roku 2008, který vyhrál titul mistra světa, a nejmladšími mistry světa v tancích na ledu v součtových 49 letech.